# Puratićevo vitlo
Puratićevo vitlo (eng. "Power Block" ili  "Puretic Power Block") je vitlo za izvlačenje ribarskih mreža. Vitlo je izum hrvatskog izumitelja Marija Puratića. Kako je njegovo prezime u Americi iskrivljeno, u uporabi je mnogo češći naziv Puretić, a ne kako bi bilo ispravno Puratić. 

## Povijest i uporaba
U prvoj verziji (s pogonom pomoću brodskog vitla i beskonačnog užeta) izumljeno je 1954. godine, te usavršeno i opremljeno hidrauličkim pogonom, patentirano, te priznato po američkom udruženju izumitelja i inovatora  "Association for the Advancement of Invention and Innovation" početkom sedamdesetih godina dvadesetog stoljeća.
Sastoji se od posebno prilagođene koloture s gumom obloženim žlijebom, zavješenim na brodsku dizalicu. Usavršena u brodogradilištu "Marine construction and design company" (MARCO), današnja takva vitla pogone se hidrauličkim motorom, napajanim hidrauličnom pumpom putem visokotlačnih savitljivih cijevi. Okretanjem vitla, izvlači se ribarska mreža s ulovom na palubu. Hidraulički pogon omogućuje daljinsko upravljanje, tj. promjenu smjera i broja okretaja vitla. Rješenje je prikladno za svaki brod, za ulov tuna, srdela, lososa, inćuna, lokardi i dr. 
Primjena Puratićevog vitla unijela je revolucionarnu promjenu u učinkovitost ribarenja, te uz tri puta manju posadu omogućuje trostruki ulov u odnosu na ranije, ručno izvlačenje mreža, koje je bilo izuzetno tegobno i dugotrajno. Primjenom ovog vitla, omogućena je uporaba velikih sintetskih mreža (i preko 18 m širine), što u doba ručnog izvlačenja mreža nije bilo zamislivo.
Brzim izvlačenjem mreža uz pomoć ovog vitla, smanjena je i opasnost i šteta od napada morskih pasa na mreže s ribom, koji su u pojedinim područjima često stvarali ogromne probleme i štete prije početka korištenja Puratićevog vitla.
Primjena uređaja se u manje od desetljeća proširila sa sjevernog Pacifika i američke zapadne obale po čitavom svijetu, od Norveške do južne Afrike i Japana. U Jadranu se počelo primjenjivati 1963. godine. Više od 12.000 Puratićevog vitla, u desetak veličina i konfiguracija, danas plovi tunolovcima i koćaricama diljem svjetskih mora.
Za svoje izume Puratić je 1975. godine od američkog Udruženja za promicanje izuma i inovacija (Association for the Advancement of Invention and Innovation) proglašen "izumiteljem godine za zasluge u napretku znanosti i tehnike".

## Proizvodnja Puratićevog vitla
Marco Hydraulic Deck Machinery se vec od 1958. godine uključuje u proizvodnju i usavršavanje Puretić blokova i izradu hidrauličnih vitla da upotpune Puretićev izum. Danas pri izradi ribarskih brodova sudjeluju i inženjeri Marco-a kojima se daju podatci o veličini broda, mreže, područje gdje će brod ribariti, te kako će hidraulični sustav biti pogonjen, po čemu oni proizvode najprikladniji sustav za taj brod. Pokraj proizvodnje, postoji i niz servisnih postaja: Las Palmas (Kanarski otoci), Panama City (Panama), Callao (Peru), Seattle (SAD), San Diego, Bilbao (Španjolska).
Poznajemo četiri modela Marco Puratić bloka: standardni model, model s otvaranjem odozgo, model s bočnim otvaranjem i modeli sa specijalnim aplikacijama.

### Standardni model
Koristi ga više od 75% plivaričara, najčešće se koristi u Južnoj Americi i Skandinaviji u lovu na haringu i tunolovu te u lovu na plavu ribu diljem svijeta. Standardni model ima fiksne stranice i gumom omotan hidraulički pogonjen bubanj. Bubanj se može okretati u oba smjera što omogućava lakše rukovanje mrežom. Pomoću koloture na kojoj bubanj visi, može se spustiti na palubu, te ga tada otvoriti da bi uklonili ili odglavili mrežu.

### Model s otvorom odozgo
Dizajniran je za mreže koje se brzo moraju umetnuti ili izvaditi iz Puratić bloka. Ovaj model je popularan u lovu na losose, priobalnom ribolovu plivaricom i riječnom plivaričarstvu (najviše se koristi u Škotskoj i Danskoj).

### Model s bočnim otvaranjem
Spojnica s bočno otvarajućim Puratić blokom može se otvoriti jedino kad se blok skine s grane. Ovaj sustav je u uporabi pri ribolovu gdje je potrebno brzo vađenje konopa s plovcima kako bi se zatvorio vrh mreže s ribom.

### Model sa specijalnim primjenama
Proizvođači Marco sistema za plivaričarenje izrađuju i jedinstvene dizajne Puratić bloka na zahtjev brodovlasnika. Puratić blok koji se koristi u Južnoj Africi, ima gornji dio proširen, jer oni kao plovke koriste plastične lopte koje drže gornji dio mreže na površini vode. Rade se i druge posebne primjene ovisno o potrebi ribara za čvrstoćom, kvalitetom, vrstom mreže i ostalog ribarskog alata kao i terena na kojem se riba lovi.

## Zanimljivosti
- Slika ribarskog broda, kočarice, s uređajem Power Block je na novčanicama od 5 kanadskih dolara,[1] tiskanim između 1969. i 1979. godine.    Arhivirana inačica izvorne stranice od 7. lipnja 2007. (Wayback Machine)

## Unutarnje poveznice
- Mario Puratić

## Vanjske poveznice
- (engl.) King of Purse Seine Fishing
- (engl.) Fishing Technology Equipments Power block - slike
- (eng.) Lifejacket Adventures  Arhivirana inačica izvorne stranice od 29. veljače 2008. (Wayback Machine) Old Salts
- Znanost u Hrvata[neaktivna poveznica] Nikola Tvrtković i Tomislav Treer: Ribarstvo i lovstvo od 1874. godine
- Mario Puratić Hrvatska tehnička enciklopedija, portal hrvatske tehničke baštine. LZMK